# Stensballe Idræts-Klub
Stensballe Idræts-Klub er en dansk idrætsforening hjemmehørende i Stensballe, der er en nordøstlig forstad til Horsens. Klubben blev stiftet i 1968 og har i dag fem sportsgrene på programmet: fodbold, håndbold, gymnastik, bueskydning og badminton.
Stensballe IK deltager siden 2000 sammen med FC Horsens i den delvise fusionsklub Horsens SIK, der i flere sæsoner indtil 2005 spillede i Elitedivisionen i fodbold for kvinder, men som siden da har spillet i 1. division.